# أوسكار ويرث
أوسكار ويرث (بالإسبانية: Óscar Wirth)‏ هو لاعب كرة قدم تشيلي، ولد في 5 نوفمبر 1955 في سانتياغو في تشيلي. شارك مع منتخب تشيلي لكرة القدم. أما مع النوادي، فقد لعب مع أليانزا ليما وإنديبندينتي ميديلين وإيفرتون دي فينا ديل مار وروت فايس أوبرهاوزن وريال بلد الوليد وكولو-كولو ولاسيرينا ونادي أونيفرسيداد دي تشيلي ونادي أونيفرسيداد كاتوليكا.

## وصلات خارجية
- أوسكار ويرث على موقع قاعدة بيانات كرة القدم.إي يو (الإنجليزية)
- أوسكار ويرث على موقع ناشيونال فوتبول تيمز (الإنجليزية)
- أوسكار ويرث على موقع عالم كرة القدم.نت (الإنجليزية)